# Sennacieca Asocio Tutmonda
Sennacieca Asocio Tutmonda (SAT, en español Asociación Mundial Anacional) es una asociación internacional sin ánimo de lucro fundada por Eugenio Lanti en 1921 que se dedica a fomentar la cultura y el aprendizaje entre las clases trabajadoras. Tiene su sede en París, y utiliza el esperanto como lengua de trabajo, porque no se limita a ningún país o cultura en particular, sino a las de todos en general.

## Objetivos

### Fragmento del estatuto de SAT
SAT pretende, mediante la utilización constante de una lengua planificada racionalmente, y de su aplicación a escala mundial, ayudar a la creación de espíritus racionales, capaces de comparar, comprender y juzgar ideas, tesis, tendencias, y en consecuencia capaces de elegir por sí mismos el camino que consideran más recto o más transitable para alcanzar la liberación de su clase y para conducir a la humanidad a un escalón lo más alto posible de civilización y cultura.
- Utilizar en la práctica la lengua internacional Esperanto para los objetivos de la clase obrera internacional.
- En la medida de lo posible, mejorar y dignificar las relaciones entre sus miembros, acrecentando entre ellos un fuerte sentimiento de solidaridad humana.
- Instruir a sus miembros de tal forma, que lleguen a ser los más capaces de los internacionalistas.
- Servir como medio para la relación entre asociaciones de distintas lenguas con objetivos análogos a los de SAT.
- Mediar, y de todas las formas posibles contribuir a la creación de literatura (traducida y original) que refleje los ideales de la asociación.

Esta definición fue aceptada en el congreso fundacional del SAT en 1921, y sigue siendo válida hasta el día de hoy.
SAT no es una organización "por el esperanto" (poresperanta), esto es, no es una organización que hace propaganda del esperanto. Es una organización "por medio del esperanto" (peresperanta), esto es, SAT utiliza el Esperanto para sus fines.

## Estructura
SAT tiene una estructura apátrida. Los miembros se asocian individualmente, y no por medio de una asociación nacional. Pero se pueden crear Asociaciones Laboristas Esperantistas (LEA) para la difusión del esperanto. Al interior del SAT los grupos políticos pueden formar facciones.
La estructura de toma de decisiones de SAT es, en teoría, por referendo de base (las decisiones de los congresos se validan solo tras referendo). Un objetivo estatutario es la democracia de base. Sin embargo, la experiencia muestra, que la mayor parte de las decisiones en congreso nunca llegan a ser sometidas a referendo. La dirección del SAT, que guía el rumbo de la asociación, se llama Plenum-Komitato. Presidentes del Plenum-Komitato han sido: Eugenio Lanti (1921-1933), Hermann Platiel (1933-1935), Lucien Bannier (1935-1968), Julien Piron (1969-1972), Petro Levi (1972-1981), Gilbert Chevrolat (1981-1984), Yves Peyraut (1984-2001), Jacques Bannier (2001-2003), Jakvo Schram (2003-2012) y Vinko Markov (2012 a hoy)

## Plena Ilustrita Vortaro
SAT publica una revista mensual (Sennaciulo) y otra anual (Sennacieca Revuo), pero su publicación más importante es el Plena Ilustrita Vortaro, el mayor diccionario Esperanto-Esperanto, y una obra de referencia fundamental.

## Los congresos
SAT organiza todos los años un congreso que rota por diversos países (en la última década solo por Europa). El 82.º congreso de SAT se celebró en Milán, Italia, del 18 al 25 de julio de 2009. En 2010 el 83.er congreso de SAT se realizó en Brasov, Rumanía, del 1 al 6 de agosto con el tema: "Crisis económica - ¿Para cuándo la próxima?". El 84.º congreso de SAT tuvo lugar en Sarajevo, Bosnia, del 30 de julio al 6 de agosto de 2011 en la ciudad periférica de Ilicha. En 2012 el 85.º congreso de SAT se celebró en Yalta, Ucrania, del 11 al 18 de agosto. En 2013 el 86.º congreso de SAT se realizó en Madrid, del 28 de julio al 4 de agosto en el Colegio Mayor Universitario Chaminade. El 87.º congreso de SAT está previsto para el 9 al 16 de agosto de 2014 en Dinan, Francia.
Como curiosidad, cabe mencionar que Albert Einstein aceptó, a petición de Lanti, la presidencia de honor del 3.er congreso de SAT, el cual tuvo lugar en el año 1923 en Kassel, Alemania.

### 86.º Congreso

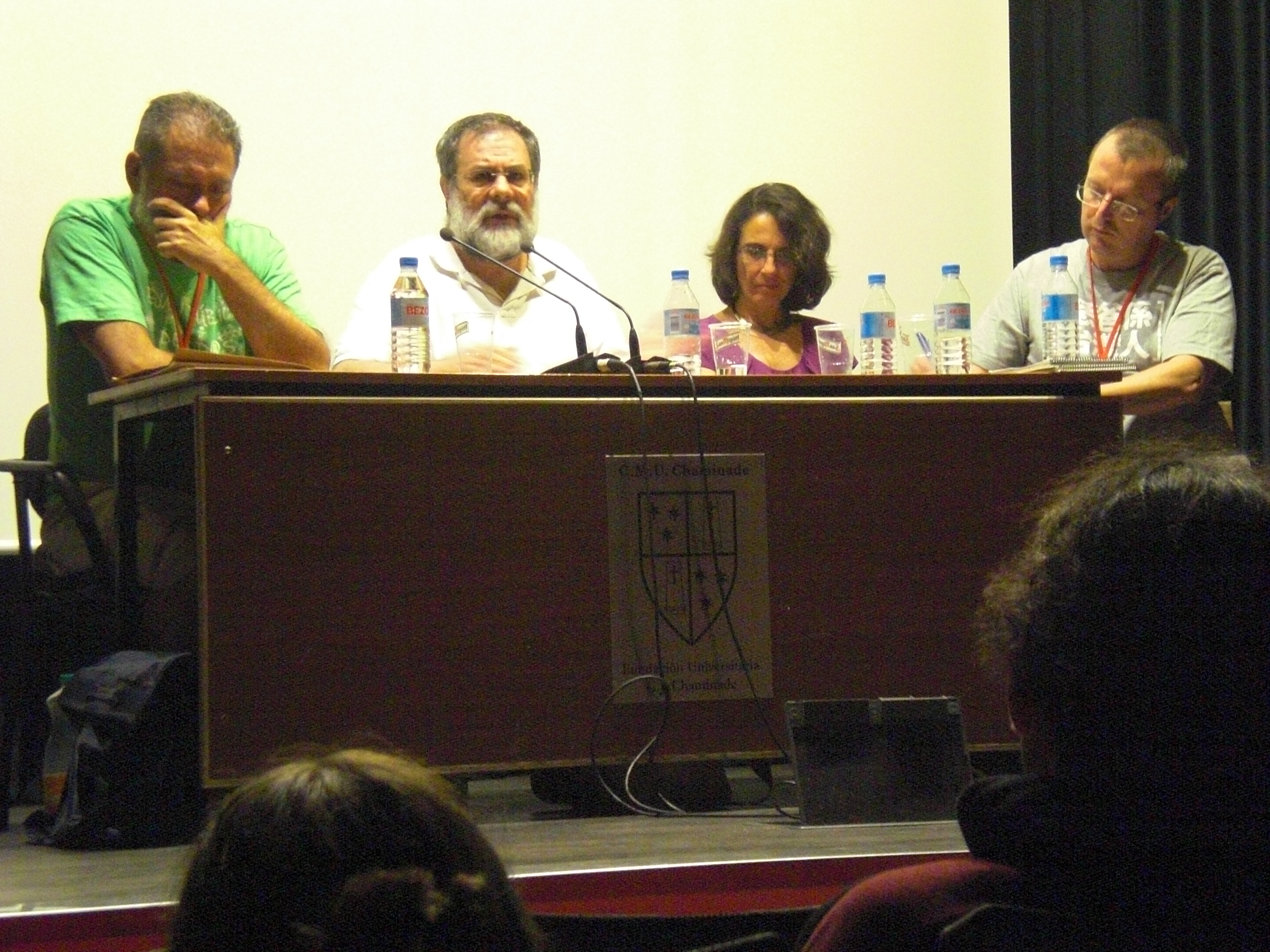
Diversas organizaciones noesperantistas hablan de por qué y cómo apoyan el uso del esperanto.

El 86.º congreso de la organización tuvo lugar entre el 28 de julio y el 4 de agosto de 2013 en Madrid, España. Antes, el congreso de esa organización se había llevado a cabo por última vez en España en 2002.
El congreso tuvo lugar en el Colegio Mayor Universitario Chaminade. Se visitó Madrid, y Toledo para la excursión general. Del 5 al 8 de agosto se celebró el postcongreso con visitas a las ciudades de Ávila, Segovia, con especial interés por visitar los lugares del románico en el norte de la provincia de Madrid.
Participaron más de 100 congresistas, provinientes de los cinco continentes, a pesar de que algunos africanos no pudieron conseguir el visado para viajar a la capital española. Los organizadores en nombre de la organización SATeH fueron Pedro Sanz, Miguel Fernández (programa artístico), José Salguero (excursiones), Félix Lobo (administración y finanzas), David Rodríguez (gráfica), Rikardo Biurrún (librería), Darío Rodríguez (internet), Manuel Parra (exposición), Toño del Barrio (material de congreso), Andreo Hoaro y Diana Rishar (libro del congreso), Jorge Camacho (interpretación simultánea para noesperantistas) y Brandon Sowers (ayudante).
Durante el congreso se dio cuenta de la aparición de diversas obras editadas en esperanto últimamente y en concreto, la antología de poesía a cargo de Miguel Fernández bajo el título Poezio: armilo ŝargita per futuro, y por otro lado de documental sobre el esperanto a cargo de la Eldona Fako Kooperativa de SAT (SAT-EFK) con el título Esperanto, de Dominique Gautier, o el cómic de Serĝo Sir': BoRoKo – Bildaj Resumoj de Klasikaĵoj. La antología Poezio: armilo ŝargita per futuro recoge traducciones de textos de Blas de Otero, Vicente Aleixandre, Eduardo Galeano, Emilio Prados, Manuel Altolaguirre, Luis Cernuda, Carmen Conde, Gabriel Celaya, García Lorca, Dámaso Alonso, Pedro Salinas, Pedro Garfias, Jorge Guillén, José Agustín Goytisolo, José Antonio Labordeta, Juan Gil-Albert, Pedro García Cabrera, León Felipe, Ángel González, Jaime Gil de Biedma, Chicho Sánchez Ferlosio, Miguel Hernández, José Luis Sampedro, Pablo Neruda, Rafael Alberti, Luis García Montero, y Walt Whitman, con indicación del lugar en red para oír versiones en castellano entre otros de Paco Ibáñez, Joan Manuel Serrat, Aguaviva, Jarcha etc.

### 92.º Congreso
El 92.º congreso de la organización tuvo lugar entre el 4 y el 11 de agosto en Barcelona.